# Буюкли (Кукушко)
Буюкли (на гръцки: Μπουγιουκλή) е историческо село в Република Гърция, разположено на територията на дем Кукуш, област Централна Македония.

## География
Селото е било разположено в южните склонове на планината Дъб, югозападно от Владая (Акритас).

## История

### В Османската империя
В XIX век Буюкли е турско село в Авретхисарската каза на Османската империя. В „Етнография на вилаетите Адрианопол, Монастир и Салоника“, издадена в Константинопол в 1878 година и отразяваща статистиката на населението от 1873 година, Буюклия (Bouiuklia) е посочено като селище в каза Аврет Хисар (Кукуш) с 25 домакинства, като жителите му са 93 помаци.

### Гърция
В 1913 година след Междусъюзническата война селото попада в Гърция. Боривое Милоевич пише в 1921 година („Южна Македония“), че Бийикли (Бијикли) има 30 къщи турци. Буюкли пострадва силно през Първата световна война и след войната не е обновено.
| Година    | 1913 | 1920 | 1928 | 1940 | 1951 | 1961 | 1971 | 1981 | 1991 | 2001 | 2011 | 2021 |
| --------- | ---- | ---- | ---- | ---- | ---- | ---- | ---- | ---- | ---- | ---- | ---- | ---- |
| Население | 63   |      |      |      |      |      |      |      |      |      |      |      |

На 31 юли 1969 година местността е прекръстена на Мустаки (Μουστάκι).